# Policía de la Provincia de La Pampa
La Policía de La Pampa, una de las 23 policías provinciales en la Argentina, está a cargo de la seguridad pública de los habitantes de la provincia de La Pampa.

## Historia
La Ley 1532, de 1884, que organizaba los Territorios Nacionales obligaba a crear destacamentos de policía en todos los asentamientos poblacionales, bajo las órdenes de un Jefe de Policía o Gendarmería.
En el Territorio Nacional de la Pampa, asumió Pedro Real como primer Jefe de Policía, el 2 de abril de 1886, fecha que se tomó como aniversario de la Institución hasta que en 1940 se adoptó el 30 de agosto por ser el día de Santa Rosa de Lima, patrona de la ciudad capital y de la Diócesis pampeana.
El 4 de mayo de 1953, el Territorio logró ser reconocido como provincia "Eva Perón", y  la Policía de La Pampa pasó a depender del Poder Ejecutivo Provincial. Fue designado primer Jefe de Policía Héctor Arturo Doyhenard.

## Derechos Humanos
Como la mayoría de fuerzas policiales argentinas, la de La Pampa tuvo su página más tétrica durante el período del terrorismo de Estado, y la dictadura militar que se instauró en 1976. 
En el primer juicio por terrorismo de Estado que llega a instancia en esta provincia, serán juzgados oficiales en el proceso se investigan hechos ocurridos en el marco de la causa conocida como “Subzona 14”, con acusaciones por "delitos de privación ilegal de la libertad agravada, por mediar violencia y amenazas, en forma reiterada, en concurso real con el delito de aplicación de tormentos, en forma reiterada".
Las víctimas eran detenidas por grupos de tareas integradas por personal militar y policial que respondían al Comando de la Subzona 1.4 del Ejército, y trasladadas a la Seccional 1ª de la Policía provincial, donde eran sometidas a interrogatorios mediante amenazas verbales, físicas y torturas.
Entre los policías pampeanos implicados se cuentan Omar Aguilera (Comisario Principal y Jefe de Operaciones de Trabajo de la Subzona 1.4); Carlos Reinhart (Comisario Mayor e integrante del Grupo de Operaciones); Athos Reta (Subcomisario e integrante del Grupo de Operaciones e Informaciones); Néstor Bonifacio Cenizo (Oficial e integrante del Grupo de Operaciones e Informaciones) y Oscar Yorio (Comisario Mayor e integrante del Grupo de Operaciones e Informaciones de la Subzona 1.4). Todos ellos trabajaban en conjunto con militares.